# 디에스 오토모빌
디에스 오토모빌(DS Automobiles)은 스텔란티스 소속의 프리미엄 브랜드이다. DS 오토모빌이라고도 쓴다. 원래 시트로엥(Béatrice Foucher)의 서브 브랜드 형식이었다가, 2015년부터 독립 브랜드로 런칭했다. PSA 그룹 계열이었고, PSA와 FCA가 합병하여 스텔란티스가 출범한 후에는 스텔란티스의 계열로 있다.
대한민국에서도 시트로엥의 산하 브랜드로 수입해서 판매하다가, 2022년부터 스텔란티스코리아가 시트로엥을 담당하기 시작한 후에는 시트로엥 브랜드 차량을 더 이상 판매하지 않고 DS 브랜드의 차량만 판매하고 있다.
이름의 디에스(DS)는 남다른 정신(Different Spirit) 혹은 독창적 시리즈(Distinctive Series)의 약어이다. 2025년까지 DS 브랜드의 모든 차량을 전기자동차로 만들 계획을 가지고 있다.

## 차종
- DS3
- DS4
- DS9
- DS7 크로스백

## 같이 보기
- 스텔란티스
- PSA 그룹
- 시트로엥
- 베아트리스 푸쉐